# Paul Guffroy
Pour les articles homonymes, voir Guffroy.
Pas d'image ? Cliquez ici

a Compétitions nationales et continentales officielles uniquement.

b Matchs officiels uniquement.
Paul Guffroy, né le 18 octobre 1978 à Toulouse (Haute-Garonne), est un joueur de rugby à XV français qui évolue au poste de deuxième ligne (1,96 m pour 120 kg). Il est formé à Balma puis part au Stade toulousain. Après cela, il passe par des clubs comme Auch, Tarbes, Lyon, Albi auquel il participe à la montée en Top 14 en 2010 puis Carcassonne, Blagnac et  Quillan, un petit club de Fédérale 2 situé dans l'Aude. Il est sélectionné avec l'équipe de France des moins de 21 ans. En 2014, il signe pour Auch alors relégué en Fédérale1.

## Carrière

### Joueur
- Balma ORC (club formateur)
- Stade toulousain
- 2001-2002 :  FC Auch
- 2002-2005 :  Tarbes PR
- 2005-2006 :  Lyon OU
- 2006-2011 :  SC Albi
- 2011-2012 :  US Carcassonne
- 2012-2013 :  Blagnac SCR (Fédérale 1)
- 2013-2014 :  US Quillan (Fédérale 2)
- 2014-2016 :  FC Auch
- 2016-? :  Entente Astarac Bigorre XV

### Entraîneur
- 2011-2012 :  US Carcassonne (jeunes)
- 2016-? :  Entente Astarac Bigorre XV (avants)

## Palmarès
- Équipe de France -21 ans

Avec le Stade toulousain
- Challenge Gaudermen :
  - Vainqueur (1) : 1995
- Championnat de France Crabos :
  - Champion (1) : 1997

Avec le FC Auch
- Coupe de la ligue :
  - Finaliste (1) : 2001